# Albimanus
Albimanus is een monotypisch geslacht van tweekleppigen uit de  familie van de Periplomatidae.

## Soort
- Albimanus pentadactylus (Pilsbry & Olsson, 1935)